# Penshurst
Penshurst est un village du district de Sevenoaks (Kent) ayant le statut de paroisse civile. Il est bâti sur les flancs nord du Weald, à l'ouest de Tonbridge. La paroisse regroupe en fait deux villages : Penshurst et Fordcombe, dont les deux populations réunies s'élèvent à quelque 1479 habitants. La plus grande partie de la commune se trouve dans l'emprise du parc naturel du High Weald. L'une des deux églises est consacrée à saint Jean Baptiste.

## Description
Le village de Penshurst se trouve 7 km à l’ouest de Tonbridge et 10 km au sud de Sevenoaks, à flanc d'une vallée qui débouche à la confluence de la Medway et de l’Eden. Au sud du village se trouvent les hameaux de Saint's Hill et de Smart's Hill.
Le village a pris naissance autour du manoir de Penshurst, château ancestral des barons de Sidney. Le village possède plusieurs édifices de style Tudor et d’architecture victorienne. Henry Stafford est né dans ce manoir en 1501. On trouve également des vignes à proximité.
L'hôtel Leicester Arms, naguère rattaché au fief de Penshurst, était une gentilhommière de Sir William Sidney, grand-père du poète et courtisan Sir Philip Sidney. Un autre de ses petits-fils, le vicomte de L’Isle, fut élevé au rang de comte de Leicester en 1618 et c'est de ce moment que l'hôtel, qui jusque-là s'appelait The Porcupine, prit le nom de The Leicester Arms.
La gare de Penshurst, sur la ligne de chemin de fer reliant Tonbridge à Redhill, est à 3 km au nord du village, au hameau de Chiddingstone Causeway. Il y avait de 1916 à 1946 un aérodrome à proximité, sur la commune de Leigh, qui servit au cours de la Bataille d'Angleterre.

## Le château
Penshurst Place est un manoir édifié en 1341. Le château et ses jardins sont ouverts au public. La salle de banquet a servi de décor à plusieurs productions hollywoodiennes dont Deux Sœurs pour un roi (2008) et Princess Bride (1987) ainsi qu'à plusieurs épisodes de la série télévisée Merlin de la BBC,. Le film britannique Anne des mille jours (1969) a été tourné dans les jardins du parc.

## Crédit d'auteurs
- (en) Cet article est partiellement ou en totalité issu de l’article de Wikipédia en anglais intitulé « Penshurst » (voir la liste des auteurs).